# Ján Rečo
Ján Rečo nebo Jano Rečo ( * 7. ledna 1948, Sečovská Polianka, Československo) je český dokumentární fotograf.

## Život a dílo
Začal fotografovat v roce 1963. Vystudoval střední průmyslovou školu a pak rok pracoval v laboratořích televizního studia v Košicích. V sedmdesátých letech vystudoval FAMU v Praze. Zaměřil se na dokumentární fotografii. Je autorem dokumentárního cyklu z ústavů sociální péče.

## Publikace
- REČO, Jano. The Seniors Home – Domov důchodců. Praha: Köcher & Köcher, 1996. ISBN 80-902102-0-1.
- REČO, Jano. Spomínanie. Bratislava: Fotofo, 1999.
- REČO, Jano. Z ústavu pro postižené děti. Praha: Jaro, 2008.
- REČO, Jano. Vzpomínání. Praha: Jaro, 2009. S. 136.
- REČO, Jano. Moje školní práce. Praha: Jaro, 2010. S. 102.
- REČO, Jano. Obrázky z Japonska. Praha: Jaro, 2010. S. 64.
- REČO, Jano. Doma na venkově. Praha: Jaro, 2010. S. 128.
- REČO, Jano. Cestou k Černému moři. Praha: Jaro, 2010. S. 52.
- REČO, Jano. Japonci v Japonsku. Praha: Jaro, 2011. S. 48.
- REČO, Jano. Moje Japonsko. Praha: Jaro, 2011. S. 144.
- REČO, Jano. My z hospody v Hájku. Praha: Jaro, 2012. S. 42.